# Stephan Haberland
Stephan Haberland (* 15. Dezember 1964 in Bremen) ist ein deutscher Jurist und Richter, Vizepräsident des Hanseatischen Oberlandesgerichts in Bremen und außerdem Richter am Staatsgerichtshof der Freien Hansestadt Bremen.

## Ausbildung
Haberland studierte von 1986 bis 1991 Rechtswissenschaften mit einem Stipendium der Studienstiftung des Deutschen Volkes an der Universität Münster. Er wurde dort 1994 bei Walter Krebs mit einer Arbeit über die verfassungsrechtliche Bedeutung der Opposition nach dem Grundgesetz promoviert. Von 1993 bis 1995 folgte das Referendariat im Bezirk des Hanseatischen Oberlandesgerichts in Bremen, das er Ende 1995 mit der zweiten juristischen Staatsprüfung abschloss. Von 1996 bis 1997 war er in einer wirtschaftsrechtlichen Rechtsanwaltskanzlei als Rechtsanwalt in Bremen und London tätig.

## Berufsrichter
Im September 1997 trat Haberland in den Richterdienst des Landes Bremen ein. 2000 wurde er Richter am Landgericht Bremen, und 2006 Richter am Oberlandesgericht. 2015 folgte die Ernennung zum Vorsitzenden Richter am Oberlandesgericht und 2017 zum Vizepräsidenten des Hanseatischen Oberlandesgerichts in Bremen.

## Staatsgerichtshof
Haberland ist seit 2019 Richter am Staatsgerichtshof der Freien Hansestadt Bremen.

## Weitere Funktionen
- Mitglied des Verwaltungsrates des Prüfungsamts für die notarielle Fachprüfung

Oberstes Organ des Prüfungsamtes für die notarielle Fachprüfung ist dessen fünfköpfiger Verwaltungsrat. Drei Mitglieder werden durch die Bundesländer gewählt, in denen es das Anwaltsnotariat gibt. Seit 2019 ist Haberland Mitglied des Verwaltungsrats.
- Stellvertretendes Mitglied der Disziplinarkammer der Bremischen Evangelische Kirche seit 2016[2]
- Rechtskundiger Beisitzer des Gerichts der Bremischen Evangelischen Kirche seit 2019[3]

## Veröffentlichungen
- Die verfassungsrechtliche Bedeutung der Opposition nach dem Grundgesetz, Beiträge zum Parlamentsrecht (BPR), Band 30, Duncker & Humblot Berlin 1995